# Südtirol Arena
Koordinaten: 46° 53′ 9,6″ N, 12° 9′ 9″ O
Die Südtirol Arena (italienisch Arena Alto Adige) ist eine Biathlonanlage in Südtirol (Italien).
Das Stadion ist für die Biathlon-Wettkämpfe der Olympischen Winterspiele 2026 in Mailand-Cortina vorgesehen.

## Lage
Das Stadion befindet sich im Antholzer Tal auf dem Gebiet der Gemeinde Rasen-Antholz, genauer im Ortsteil Antholz Obertal. Die Südtirol Arena ist in der Regel das höchstgelegene Stadion im Weltcup, die Höhe von rund 1600 Metern über dem Meeresspiegel bedeutet eine zusätzliche körperliche Belastung für die Athleten. Noch höher liegt Soldier Hollow in Utah, welches weniger häufig Teil des Weltcups ist.

## Geschichte
Das um 1969 erbaute Biathlonstadion ist seit der Eröffnung 1971 fast jedes Jahr Weltcup-Austragungsort. Antholz richtete zudem mehrfach Großereignisse aus, zum Beispiel die Biathlon-Weltmeisterschaften in den Jahren 1975, 1976, 1983, 1995, 2007 und 2020, sowie die beiden Junioren-Weltmeisterschaften 1975 und 1983.

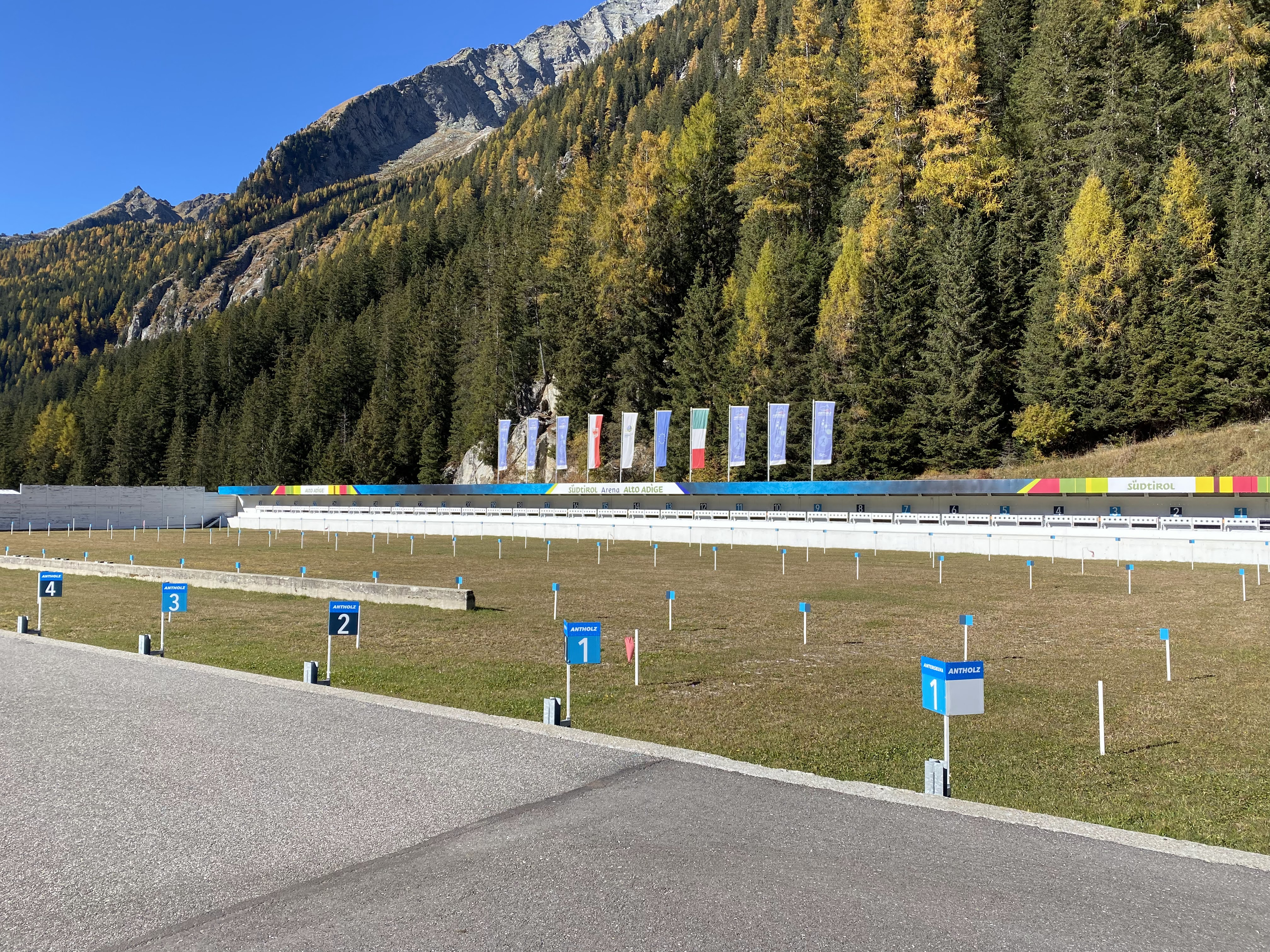
Schießstand im Herbst 2022

Im Vorfeld der Weltmeisterschaften 2007 wurde das Stadion 2006 weitläufig umgebaut, die Zuschauertribünen wurden vergrößert und ein neues Servicegebäude für den wettkampftechnischen Bereich wurde errichtet. Auch deshalb wuchsen ab 2008 die Zuschauerzahlen beträchtlich.

## ORA-Trophy und die Golden Classics
Seit dem Jahr 1998 gehört Antholz der ORA-Trophy an. Sie wurde von den Biathlonorten Oberhof, Ruhpolding und Antholz ins Leben gerufen. An den Gesamtsieger der drei Weltcups wird ein zusätzliches Preisgeld ausgegeben. Seit 2005 wird dieser Wettbewerb Golden Classics genannt.

## Sonstige Nutzung
Im Stadion finden nicht nur Biathlon-, sondern auch Langlaufwettbewerbe statt. Die Italienischen Meisterschaften für Biathlon und Skilanglauf werden auch in Antholz ausgetragen.